# 维希曼陨石坑
维希曼陨石坑（Wichmann）是位于月球正面风暴洋南部的一座小撞击坑，其名称取自十九世纪德国天文学家莫里茨·路德维希·格奥尔格·维希曼(Moritz Ludwig Georg Wichmann，1821年-1859年)，1935年被国际天文学联合会批准接受。

## 描述

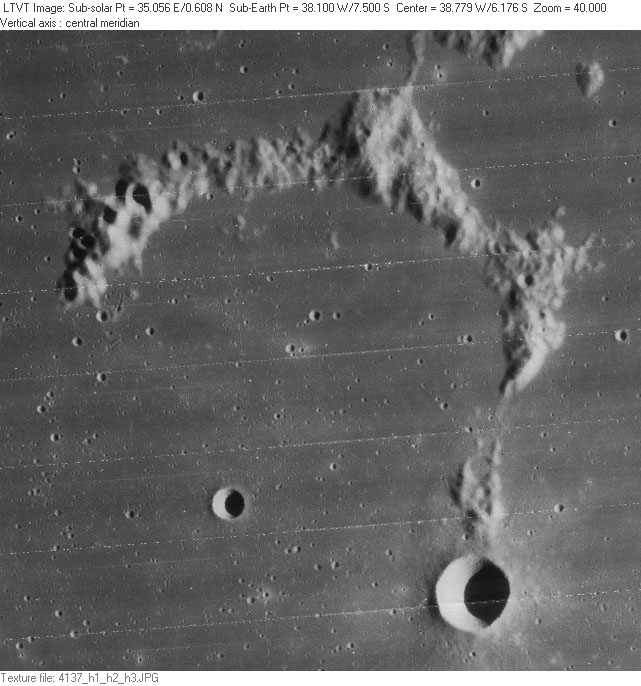
月球轨道器4号拍摄的维希曼陨石坑(右下方)及卫星坑"维希曼 R"的残壁。

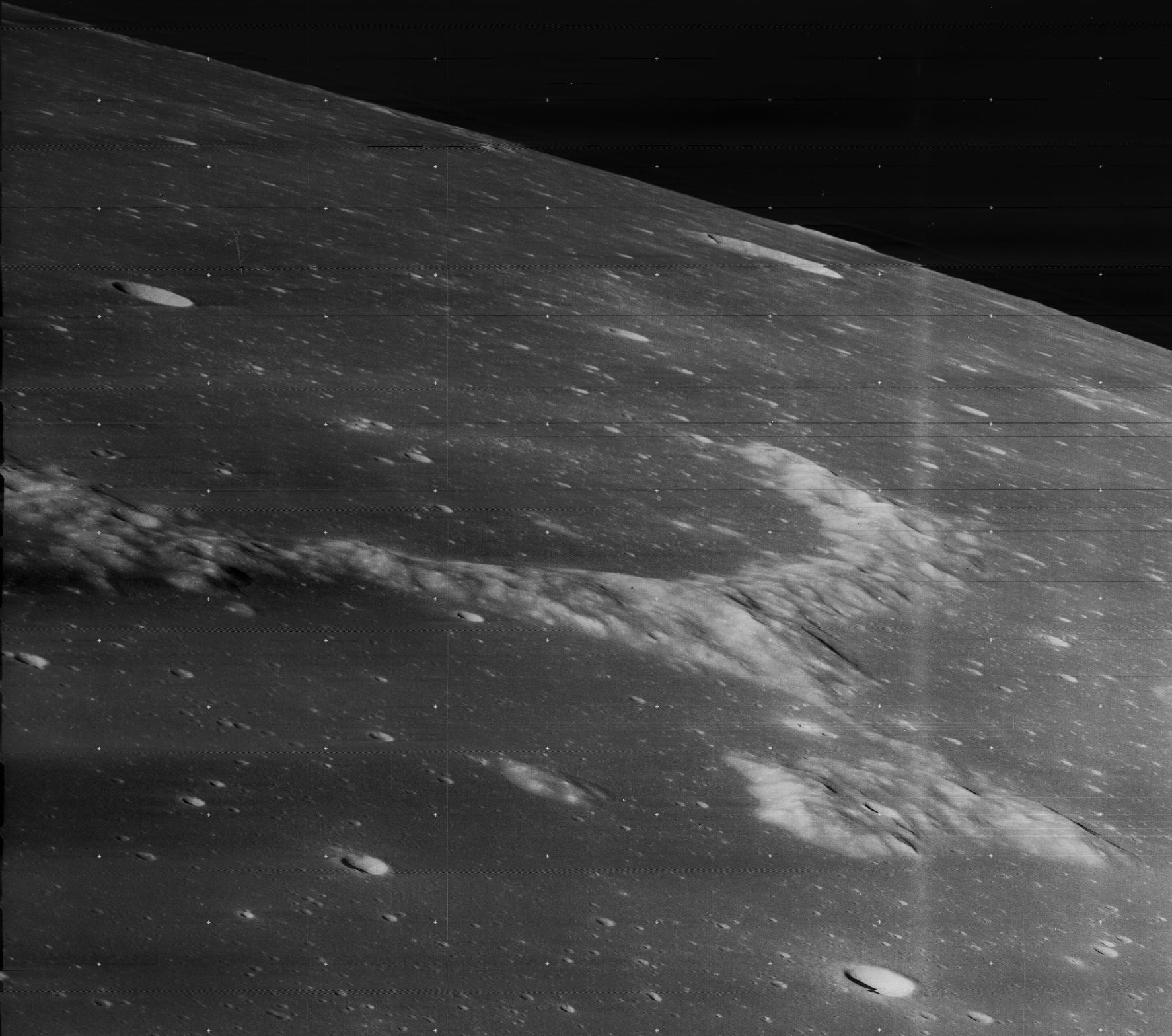
月球轨道器3号拍摄的卫星坑"维希曼 R"西南向斜视图，而维希曼陨石坑则位于左侧视图外。

该陨坑西北靠近佛兰斯蒂德陨石坑、东南毗邻诺曼陨石坑和赫里戈留斯陨石坑，舍勒陨石坑位于它的南面，西南则坐落了残存的勒特罗纳环形山。维希曼陨石坑西南分布着尤因山脊，北面是已成废墟的卫星坑"维希曼 R"，其残壁构成了风暴洋表面一道蜿蜒的山脊。该陨坑中心月面坐标为7°32′S 38°08′W / 7.54°S 38.13°W，直径9.8公里，深度1.97公里。
维希曼陨石坑外形呈圆杯状，形态特征隶属于"ALC 型"(以该类陨坑的典型代表-卫星坑"阿尔巴塔尼 C"所命名)。坑壁平均高出周边地形370米，内部容积约40公里3。该陨坑在月食期间曾被记录到有温度异常现象，其原因为陨坑地质龄较短，表面缺乏能提供隔热作用的表岩屑覆盖层所致，该现象也是最年轻陨坑所具有的典型特征。维希曼陨石坑在施罗特亮度表中的亮度值为7°。
维希曼陨石坑已被月球和行星观测协会(ALPO)列入《带有明亮射纹系统的撞击坑列表》。

## 卫星陨石坑
按惯例，最靠近维希曼陨石坑的卫星坑将在月图上以字母标注在该坑的中心点旁。
| 维希曼 | 纬度   | 经度    | 直径    |
| ------ | ------ | ------- | ------- |
| A      | 7.4° S | 36.9° W | 4 公里  |
| B      | 7.1° S | 39.1° W | 4 公里  |
| C      | 4.7° S | 37.4° W | 3 公里  |
| D      | 5.4° S | 36.0° W | 3 公里  |
| R      | 6.6° S | 39.0° W | 62 公里 |

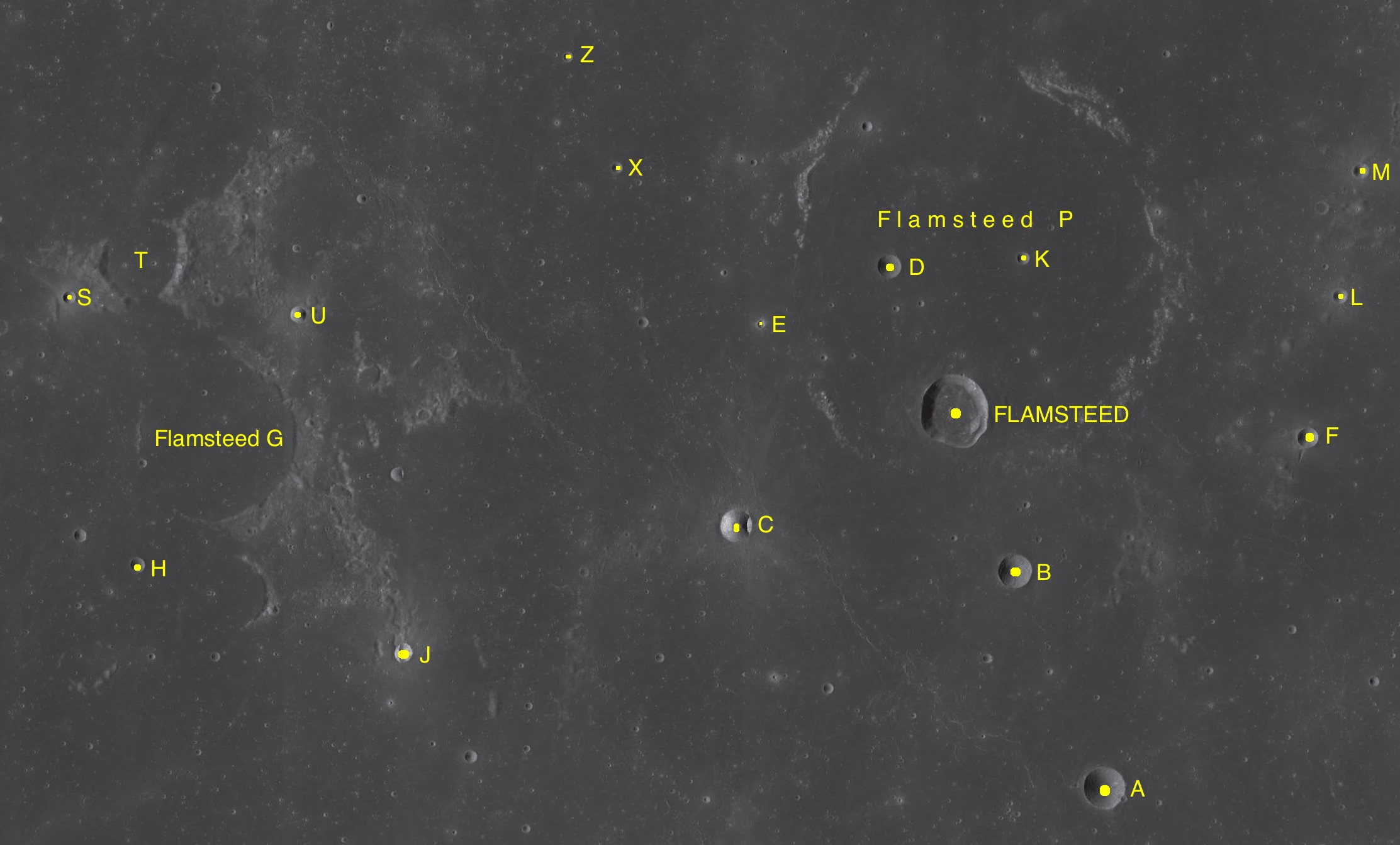
LAC-74与LAC-75拼接图

- 卫星坑"维希曼 R"约形成于45.5-39.2亿年前的前酒海纪[4]。

## 另请参阅
- Andersson, L. E.; Whitaker, E. A. . NASA RP-1097. 1982.
- Blue, Jennifer. . USGS. July 25, 2007  [2007-08-05]. （原始内容存档于2019-12-13）.
- Bussey, B.; Spudis, P. . New York: Cambridge University Press. 2004. ISBN 978-0-521-81528-4.
- Cocks, Elijah E.; Cocks, Josiah C. . Tudor Publishers. 1995. ISBN 978-0-936389-27-1.
- McDowell, Jonathan. . Jonathan's Space Report. July 15, 2007  [2007-10-24]. （原始内容存档于2019-06-21）.
- Menzel, D. H.; Minnaert, M.; Levin, B.; Dollfus, A.; Bell, B. . Space Science Reviews. 1971, 12 (2): 136–186. Bibcode:1971SSRv...12..136M. doi:10.1007/BF00171763.
- Moore, Patrick. . Sterling Publishing Co. 2001. ISBN 978-0-304-35469-6.
- Price, Fred W. . Cambridge University Press. 1988. ISBN 978-0-521-33500-3.
- Rükl, Antonín. . Kalmbach Books. 1990. ISBN 978-0-913135-17-4.
- Webb, Rev. T. W.  6th revised. Dover. 1962. ISBN 978-0-486-20917-3.
- Whitaker, Ewen A. . Cambridge University Press. 1999. ISBN 978-0-521-62248-6.
- Wlasuk, Peter T. . Springer. 2000. ISBN 978-1-85233-193-1.